# Voiron
Voiron – miejscowość i gmina we Francji, w regionie Owernia-Rodan-Alpy, w departamencie Isère.
Według danych na rok 1990 gminę zamieszkiwało 18 686 osób, a gęstość zaludnienia wynosiła 853 osób/km² (wśród 2880 gmin regionu Rodan-Alpy Voiron plasuje się na 36. miejscu pod względem liczby ludności, natomiast pod względem powierzchni na miejscu 427.).